# Colin Buchanan
Colin Buchanan (Dundee (Schotland), 1966) is een Schotse acteur. In 1991 studeerde hij af aan het London Drama Centre.
Hij is voornamelijk bekend als speler van de rol van Detective Sergeant Peter Pascoe naast Superintendent Andy Dalziel (gespeeld door Warren Clarke) in de Engelse politieserie Dalziel and Pascoe.
Buchanan speelt sinds 1996 in Dalziel and Pascoe. Hij speelde reeds in 1992 een rolletje als politieagent Constable Austin in de serie A Touch of Frost. Ook in 1992 trad hij op in de film Red Hot, waarin tevens Donald Sutherland te zien is.
Hij had ook een rol in Catherine Cooksons The Secret and The Pale Horse.
Tevens speelde hij in Moll Flanders, Witness Against Hitler en Heartbeat and The Bill.
Hij woont in Birmingham, de stad waar de serie Dalziel and Pascoe ontstaat, met zijn partner Kim en hun dochters Kia en Maya.
- Biblioteca Nacional de España: XX5165600
- Catàleg d'autoritats de noms i títols de Catalunya: 981058520876006706
- Gemeinsame Normdatei: 1077627475
- International Standard Name Identifier: 0000 0000 5205 647X
- Virtual International Authority File: 2083998
- WorldCat: E39PBJrcmDXcDYbD88KDxwkhpP